# Дюбко Станіслав Пилипович
Станіслав Пилипович Дюбко (30 серпня 1936 р., м. Новомосковськ Дніпропетровської області) — радянський та український радіофізик, доктор фізико-математичних наук (1982), професор (1982) Харківського університету, лауреат Державної премії України у галузі науки і техніки (1994).

## Життєпис
У 1959 р. закінчив Харківське вище авіаційно-інженерне військове училище.
У 1959—1961 рр. працював інженером-радіотехніком у Харківському аеропорту.
У 1961—1964 рр. навчався в аспірантурі на радіофізичному факультеті у Харківському університеті.
З 1964 р. працював у Харківському університеті на посадах асистента, старшого викладача, згодом — доцента.
У 1965 р. захистив кандидатську дисертацію.
У 1981 р. захистив докторську дисертацію «Субміліметрові молекулярні лазери з оптичним накачуванням».
З 1982 р. — професор кафедри квантової радіофізики. Читає розроблений ним курс «Квантова радіофізика» та спецкурс «Молекулярна спектроскопія високої роздільної здатності» для студентів старших курсів, веде лабораторний практикум.
Разом з колективом співробітників кафедри квантової радіофізики став лауреатом Державної премії України в галузі науки і техніки за 1994 рік за роботу по темі «Дослідження і розробки субміліметрових молекулярних лазерів з оптичним накачуванням».
Заслужений діяч науки і техніки України (2005).
У 2009 р. разом зі співробітниками Радіоастрономічного інституту НАН України Є. А. Алєксеєвим та В. В. Ілюшиним став лауреатом Премії НАН України імені Л. В. Шубникова за серію наукових праць «Радіоспектроскопія молекул у міліметровому діапазоні довжин хвиль».
Дюбко - експерт Національного Космічного агентства України, член Спеціальної Ради з присудження кандидатських і докторських вчених ступенів, член редколегії журналу НАН України "Радіофізика і радіоастрономія", член Вченої Ради Радіоастрономічного інституту НАН України.

## Наукова праця
Сфера наукових інтересів — лазерна фізика та мікрохвильова спектроскопія.
На кафедрі квантової радіофізики очолював роботу зі створення субміліметрових газорозрядних квантових генераторів. Під його керівництвом вперше в СРСР була отримана генерація на ряді спектральних ліній субміліметрового діапазону довжин хвиль з вихідною потужністю кілька десятків мілліватт. За розробку квантових генераторів СБМ-діапазону Дюбко та В. А. Свічу у 1971 р. присуджена Республіканська комсомольська премія імені М. Островського в галузі науки і техніки.
З середини 80-х років разом з працівниками кафедри проводить дослідження в галузі молекулярної радіоспектроскопії в міліметровому та субміліметровому діапазонах хвиль. Під його науковим керівництвом в Харківському університеті було побудовано унікальний радіоспектрометр для дослідження обертальних спектрів молекул в діапазоні частот до 750 ГГц. Також за його ініціативи та участі в Радіоастрономічному інституті НАН України створено автоматизований радіоспектрометр для лабораторних досліджень мікрохвильових спектрів поглинання міжзоряних молекул.
Також очолював в університеті дослідження у галузі спектроскопії атомів в рідбергівських станах, побудовав разом з учнями.лабораторну установку для проведення експериментів. На цьому спектрометрі були вперше отримані дані щодо квантового дефекту атомів алюмінію міді, срібла і золота.
Автор та співавтор більш ніж 200 наукових публікацій, в їх числі - 2 монографії та 12 авторських свідоцтв на винаходи. Під його науковим керівництвом захистили кандидатські дисертації 14 вчених.

## Обрані праці (усі — у співавторстві)
- Субмиллиметровый лазер на SO2, генерирующий на волнах 0,141 и 0,193 мм // Письма в ЖЭТФ. 1968. Т. 7, вып. 11;
- Субмиллиметровый лазер на молекулах HCOOH, DCOOH, DCOOD и HCOOD // ЖТФ. 1975. Т. 15, вып. 11;
- The high-precision millimeter-wave spectrum of 32SO2, 32SO2(n2), and 34SO2 // J. Molecular Spectroscopy. 1996. Vol. 176, № 2;
- Millimetre-wave spectroscopy of Au I Rydberg states: S, P and D terms // J. Physics B. 2005. Vol. 38, № 8;
- A rigorous attempt to verify interstellar glycine // Astrophys. J. 2005. Vol. 619, № 2;
- Microwave spectrum and structure of furfural // J. Molecular Spectroscopy. 2006. Vol. 240 .